# O Avesso da Pele
O Avesso da Pele é um romance de Jeferson Tenório, publicado em 2020 e vencedor do Prêmio Jabuti em 2021. O livro aborda temas como racismo e violência policial.

## Sinopse
O narrador Pedro reconstrói a vida de sua família a partir das memórias do pai, o professor Henrique, que foi assassinado em uma abordagem policial. Com uma narrativa sensível ao tratar acerca de uma relação entre pai e filho, Tenório expõe os traços de um país marcado pelo racismo, pelo sistema educacional precário e pela fetichização e sexualização de corpos negros. 

## Características
Com elementos autobiográficos, a obra retoma a ocasião em que Tenório foi interpelado por policiais na rua, enquanto esperava uma carona, porque alguém denunciara a presença de um "homem suspeito parado na rua". A construção dos personagens traz elementos da cultura e das religiões africanas: cada personagem tem seu Orixá conforme suas características se compatibilizam com os arquétipos africanos. A narração é alternada entre a primeira e segunda pessoas do singular e dividida em quatro capítulos: a pele, o avesso, de volta a São Petersburgo e a barca. 
Na obra, os personagens negros são obrigados a lidar com a discriminação nas situações cotidianas.  O narrador expõe os preconceitos sofridos por seu pai, Henrique, evidenciando as abordagens policiais desde os 13 anos de idade, e os constantes assédios que sua mãe, Martha, sofria. 
Henrique não possui domínio sobre seu próprio corpo, sendo violentado ou objetificado, sujeito à violência. Por isso, a ênfase de se preservar o avesso da pele. 

## Censura
Escolhido no Programa Nacional do Livro Didático, a obra foi alvo de críticas por setores da direita. Nesse contexto, foi retirado de circulação em escolas públicas do Mato Grosso do Sul, Goiás e Paraná, em 2024. Jeferson Tenório considerou ser alvo de censura.
O autor recorreu às redes sociais para falar sobre a censura do livro: "As distorções e fake news são estratégias de uma extrema direita que promove a desinformação. O mais curioso é que as palavras de ‘baixo calão’ e os atos sexuais do livro causam mais incômodo do que o racismo, a violência policial e a morte de pessoas negras. Não vamos aceitar qualquer tipo de censura ou movimentos autoritários que prejudiquem estudantes de ler e refletir sobre a sociedade em que vivemos."
Após a censura, as vendas do livro aumentaram em 400% na Amazon.

## Em concursos
Em 2024, o livro foi inserido na lista de leituras obrigatórias do vestibular da Universidade Federal do Rio Grande do Sul e no exame vestibular para o Instituto Tecnológico de Aeronáutica, considerado um dos mais concorridos do Brasil. 

## Prêmios e reconhecimentos
- Prêmio Jabuti de 2021 de Melhor Romance Literário; [11]
- Finalista do Prêmio Oceanos de 2021; [12]
- Finalista do Prêmio São Paulo de Literatura de 2021 por Melhor Romance do ano 2020. [13]